# 訴諸好人
訴諸好人（拉丁語：pro hominem）是一種訴諸人身謬誤，係宣稱提出主張的人具有某些美德，而認定該主張有效。

## 示例
例一：
「小明是誠實的人，他說你偷了東西，就一定真有其事。」
一些人的誠實只是表面的，實際上是個經常撒謊的人；就算是一般而言大致誠實的好人偶爾也會為了自身利益而主動說謊陷害人；就算沒有說謊也可能因為誤會、記憶出錯、聽信傳言等等的理由而講出不合事實的內容。
例二：
「小王是這方面的專家，他這麼說一定是對的。」 (這個同時亦犯了訴諸權威的謬誤)
專家也有可能會出錯；而且有些人可能是冒充專家的人。
例三
「孔子和孟子都是聖人，認為孔孟思想造成中國傳統社會問題的人，一定都沒讀通孔孟原話。」
孔子和孟子就算真的是聖人，也不代表他們的每一條思想都是可取或符合當代需求的。

## 外部連結
- （英文）Pro hominem（页面存档备份，存于）